# Pholcophora mexcala
Pholcophora mexcala là một loài nhện trong họ Pholcidae. Loài này được phát hiện ở México.